# 自由民主党を除名された国会議員一覧
自由民主党を除名された経験がある国会議員および元国会議員の一覧。ただし、都道府県連のみからの除名は含まない。

## 一覧

### 1959年（昭和34年）除名
- 辻政信：参院選立候補。参議院議員当選後は無所属クラブへ移籍。

### 1968年（昭和43年）除名
- 塚田十一郎：参院選立候補。当選したため復党。

### 1995年（平成7年）除名
- 平井卓志：新進党へ移籍。
- 松田九郎：参院選立候補。のち自由党へ移籍。

### 1999年（平成11年）除名
- 柿澤弘治：1999年東京都知事選挙に、党推薦候補である明石康に対抗して立候補。落選後に無所属の会へ移籍。
- 栗本慎一郎：1999年東京都知事選挙で党推薦の明石康でなく当初は舛添要一の擁立に関与。さらにその後、舛添陣営と仲違いして石原慎太郎を支援したことに加え、通信傍受法案採決で反対票を投じたため。自由連合へ移籍。

### 2004年（平成16年）除名
- 飯島忠義、新井正則：公職選挙法違反容疑により逮捕され、その後の判決で有罪が確定したため。
- 坂井隆憲：政治資金規正法違反・公設秘書給与詐欺容疑により逮捕されたため。
- 宮島大典：民主党へ移籍。
- 吉田幸弘：日歯連事件に絡む公職選挙法違反容疑により逮捕されたため。

### 2005年（平成17年）除名

#### 国民新党の結成に関わった者
- 亀井郁夫
- 亀井静香
- 亀井久興
- 津島恭一
- 長谷川憲正
- 綿貫民輔：党への貢献が大きいとして引退後に復党。

#### 新党日本の結成に関わった者
- 荒井広幸：引退後、党と選挙や政策に関して共同歩調を取っていたことから復党。
- 青山丘
- 小林興起
- 滝実
- 宮本一三

#### その他の理由
- 中西一善：強制わいせつ容疑で現行犯逮捕されたため。
- 野呂田芳成：郵政民営化法案に反対したため。

### 2007年（平成19年）除名
- 大仁田厚：参院選で野党候補を応援したため。
- 佐藤静雄：小樽市長選へ無所属で立候補したため。

### 2010年（平成22年）除名

#### みんなの党に移籍した者
- 清水鴻一郎：党への貢献が大きいとして引退後に復党。
- 水野賢一

#### 新党改革の結成に関わった者
- 舛添要一

#### たちあがれ日本の結成に関わった者
- 中山成彬
- 与謝野馨：党への貢献が大きいとして引退後に復党。

#### その他の理由
- 大村秀章：愛知県知事選に際し、県連による候補者選考の際には手を挙げず、独自候補擁立が決定した後に出馬表明したことが反党行為とされたため[1]。
- 松田岩夫：政界引退にともない選挙区から秘書の小見山幸治が民主党から立候補の意思を示し、自らも離党届を提出したが、党に対する背信行為と認められたため[2]。
- 小見山幸治：民主党から立候補することを表明するが、発表の時点でまだ自民党籍を持ったままだったため[2]。

### 2011年（平成23年）除名
- 浜田和幸：民主党の菅直人首相からの総務大臣政務官就任要請に応じ、受諾したため。

### 2012年（平成24年）除名
- 谷畑孝：日本維新の会へ移籍。
- 松浪健太：日本維新の会へ移籍。

### 2013年（平成25年）除名
- 西野陽：総選挙の公認を辞退し、日本維新の会から立候補した長男の西野弘一を応援したため。

### 2024年（令和6年）除名
- 池田佳隆：政治資金規正法違反容疑で逮捕されたため[3]。

### 2025年（令和7年）除名
- 望月良男：公認候補の選挙に尽力するという旨の誓約書を提出していたのに立候補したため[4]。

## 脚註
1. ↑  『中日新聞』2010年12月9日付朝刊、30面、「愛知県知事選出馬　大村氏の除名決定　自民」
2. 1 2  選挙：参院選　民主県連、自民・松田議員秘書擁立 県政界に大きな波紋 ／岐阜 [リンク切れ] 毎日jp、2010年2月26日
3. ↑  “【速報】池田佳隆衆院議員を自民党から除名　茂木幹事長「大変遺憾」”. TBS NEWS DIG (TBS). (2024年1月7日) 2024年1月7日閲覧。
4. ↑  「二階対世耕」で保守分裂の後遺症続く自民和歌山県連が無所属で参院選当選の望月氏除名産経新聞2025年7月31日付